# Klutina

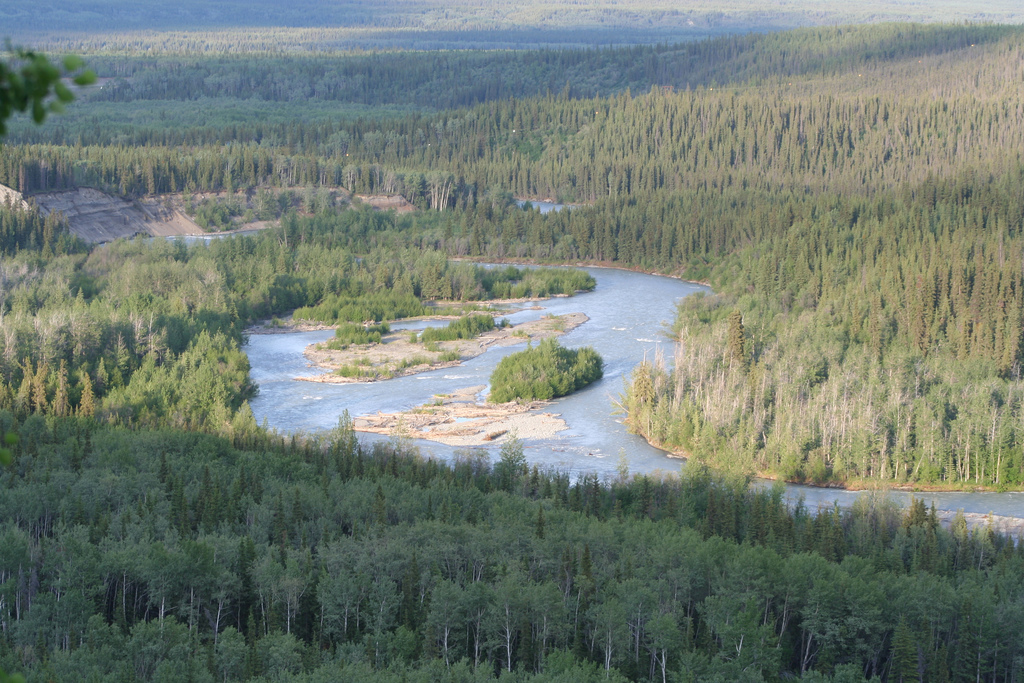
Méandres de la Klutina.

La rivière Klutina est un cours d'eau d'Alaska, aux États-Unis, situé dans la région de recensement de Valdez-Cordova. C'est un affluent de la rivière Copper.

## Description
Longue de 63 milles (101 km), elle prend sa source dans le glacier Klutina, et coule en direction du nord-est, jusqu'à la rivière Copper où elle se jette à Copper Center, à 66 milles (106 km) au nord-est de Valdez.
Son nom indien a été référencé en 1885 par le lieutenant Allen et signifie la rivière du glacier (khlu ti-na).

## Sources
- (en) « Klutina », Geographic Names Information System